# Sipplingen
Sipplingen är en kommun (tyska Gemeinde) i Bodenseekreis i delstaten Baden-Württemberg i Tyskland. Folkmängden uppgår till cirka 2 200 invånare, på en yta av 4,28 kvadratkilometer.
Kommunen ingår i kommunalförbundet Überlingen tillsammans med staden Überlingen och kommunen Owingen.